# Jean Le Mauve
Jean Le Mauve (nom de plume de Jean Pigot, né le 9 septembre 1939 à Saint-Quentin et mort le 3 juin 2001) est un écrivain, éditeur et typographe français.

## Biographie
Jean Le Mauve apprend la composition et l'impression en travaillant pour la revue Dire avec Jean Vodaine. Après avoir côtoyé Pierre Boujut à La Tour de feu et Edmond Thomas à Plein Chant, il édite livres et recueils de poésie sous son propre label, L'Arbre, à partir de 1972.
Habitué des petits tirages, il a connu le succès avec Les Contes de la dame verte et autres contes picards.
Il s’est remarié avec Christine Brisset, fondatrice de la maison d'édition L'Impatiente.
Il meurt le 3 juin 2001 à Aizy-Jouy (Aisne). Christine Brisset reprend son catalogue sous le nom Christine Brisset-Le Mauve typographes.

## Auteurs édités
André Druelle, Frédéric Jacques Temple, Robert Nédélec, Fernand Tourret, Albert Fleury, Jacques Ancet, Edmond Humeau, Armand Olivennes, Charles Bourgeois, Pierre Autin-Grenier, Clod'aria, Jean-Louis Cordebard, Christine Givry, Ilarie Voronca, David Dumortier.

## Œuvre personnelle
- A mon pays retrouvé, illustrations de Luc Legrand, l'Arbre, 2004
- le bestiaire vivant de jean le mauve, co-édition limonaire, l'arbre à trœsnes & dammard, 1981
- Les Contes de la dame verte et autres contes picards, écrits par jean le mauve, illustrés par france foënet, co-édités par limonaire et l'arbre, dans l'aisne, 1981
- Terre, Terre, Dammard, J. Le Mauve, 1975
- Les Quatre Murs, couverture sérigraphiée de Alain, Benet, 1963

## Théâtre
- John Steinbeck, Des souris et des hommes, adaptation de Jean Le Mauve, mise en scène de Patrick Wessel, Studio Théâtre Bertrand, 1983

## Vidéo
- Myriam Halajkann, Agnès Levieille, Denis Blot, Jean Le Mauve, typographe-éditeur à la Ferté-Milon, Amiens, Conseil régional, 1997
- https://www.ina.fr/ina-eclaire-actu/video/amc9009133968/la-ferte-milon-portrait-de-jean-le-mauve-editeur-de-poesie